# Dramas de televisión chinos

Grabación de una serie de los estudios Hendian World.

Series o dramas de televisión chinas (chino tradicional: 中國電視連續劇, chino simplificado: 中国大陆电视剧, pinyin: zhōngguó diànshì liánxùjù) son las series que se producen en China. También son conocidas como "C-obras" o "C-dorema". Estos término son análogos a los "K-dramas" de Corea y los "J-dramas" o "doramas" de Japón. Las series chinas son parecidas a las de América del Norte, pero suelen tener un mayor número de episodios.
China es el páis que produce más series del mundo. El género más popular en China es la fantasia romantica. Este género ocupa 47 de los 50 puestos del ranking de series más vistas en el 2016. 
Las series chinas son populares y regularmente retransmitidos por todas partes de Asia, particularmente en Vietnam, Malasia, Singapur, Tailandia, Indonesia, las Filipinas, Sri Lanka y Camboya.

## Características
Desde el1990s, los seriales históricos han sido el género dominante  en televisióndetiempo primo. La tendencia peaked en el tardío @1990s y temprano @2000s, con mucho palacio (también sabido como "Qing") las obras mostradas en televisivos.
Obras televisivas chinas populares, como Cenizas de Amor, Historia de Yanxi Palacio, Nirvana en Fuego, El Viaje de Flor, Amor Eterno, La Princesa Weiyoung, Justo Uno Sonríe Es Muy Atrayente, La Leyenda de Zhen Huan, Corazón Escarlata, El Místico Nueve, El Untamed y más a menudo garner miles de millones de vistas entre la mayoría de sitios web de vídeo populares de China, iQiyi, Youku y Tencent Vídeo. Algunas obras han sido tan populares y ampliamente aclamó que  eran remade en otras lenguas, o estuvo girado fuera a una secuela.
Muchas series terminan cada episodio en un suspenso. El canal CCTV-8 transmite series de televisión las 24 horas. Las series se dividen en varias categorías generales: históricas (subdivididas en ficción histórica, lucha nacionalista, recreación histórica y wuxia, policía y política, comedia y el género dramático de conflicto familiar más moderno. Los episodios generalmente comienzan con un tema musical de apertura sobre los créditos). y termina con más temas musicales y más créditos.
La serie de episodios continúa para representar una serie de eventos que suceden uno tras otro en relación con la trama principal del drama. Como una novela, el drama contiene personajes, conflicto, trama, clímax y resolución que intrigan el interés de la audiencia. La gran cantidad de episodios permite que la trama se desarrolle con mucho más detalle que en una película corta. Un aspecto particular de la vida, como la escuela secundaria, la universidad o la vida laboral de una persona, o un trabajo específico, se muestra con muchos más detalles que permiten a la audiencia reconocer esa área en particular en detalle. Esto le da a la audiencia una mejor comprensión de los personajes y sus perspectivas, así como la totalidad de la historia.
Mucho tiempo-formar la serie televisiva china varía en calidad, a pesar de que desde el mid a tardío @2010s, los observadores han notado un aumento agudo en valores de producción y calidad de guion en alguna serie. También, un número de serie televisiva china música utilizada de películas de Hollywood como música incidental.
Las obras están generadas con un género concreto como románico, comedia, horror, obra familiar, deportes, o una mezcla de estos en la forma de antiguo, era histórica , Republicana o moderno de destacar el tema y conviene el interés de la audiencia. Obrasdelengua china son a menudo clasificadas por donde  estuvieron producidos, como mainland obras, obras taiwanesas, obras de Hong Kong, y Singaporean obras. Cada cual difiere en el estilo de filmar y editando formato. La mayoría consta de románico, familia y amigos con la combinación de reventar temas culturales.
Las obras también han sido los objetivos de censura, con series como Historia de Yanxi Palacio y Ruyi  Amor Real en el Palacio que es cancelado por el gobierno chino para no promoviendo valores socialistas.

## Doblaje
Las obras chinas son a menudo bautizadas, por actores de voz profesional. Normalmente toma un mes para hacer el doblaje para 30 a 40 episodios, en correo-producción. Actores de voz popular pueden bautizar varias serie un año, a menudo resultando en la obra abanica reconocer sus voces. Hay varias razones por qué los actores serían bautizados en obras televisivas chinas. Ante todo, las obras tendrían que ser aireadas utilizando putonghua, el dialecto de mandarín estándar, y muchos actores pueden tener un acento, según qué región  provienen. Para estandarizar la pronunciación durante la producción, actores de voz entrenaron en el mandarín estándar está empleado en correo-producción. Filmando las condiciones pueden también resultado en calidad de audio pobre y ruidos, el cual requiere trabajo en correo-producción. La voz que actúa es también a veces utilizado para mejorar un actor  otherwise rendimiento pobre. La censura también puede requerir cambiando algunas líneas en correo-producción.